# Marco Villa
Marco Villa, född den 8 februari 1969 i Abbiategrasso, Milano, är en italiensk tävlingscyklist som främst hade framgångar på bana, där han blev världsmästare i madison i par med Silvio Martinello 1996 och 1996 och vann 24 sexdagarslopp (16 med Martinello som partner). Därtill blev han bronsmedaljör i madison vid olympiska sommarspelen 2000 i Sydney tillsawmmans med Martinello.

## Meriter – Landsväg
1997
8:a i Giro dell'Etna
1998
4:a totalt i Tour of Japan

## Meriter - Bana
| \ Säsong |

| Plats \ |

| \ Säsong |

| Plats \ |

| \ Säsong |

| Plats \ |

| \ Säsong |

| Plats \ |